# Tengrisme
 (avril 2010).
Si vous disposez d'ouvrages ou d'articles de référence ou si vous connaissez des sites web de qualité traitant du thème abordé ici, merci de compléter l'article en donnant les références utiles à sa vérifiabilité et en les liant à la section « Notes et références ».

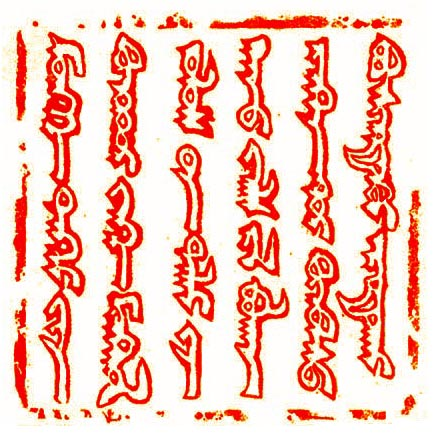
Cachet de Güyük Khan, dans une lettre de 1246 : Dans la force du ciel éternel, du khan océanique du peuple des grands Mongols, l'ordre. S'il arrive à des peuples soumis, qu'ils le respectent et qu'ils le craignent !

Le tengrisme ou parfois tangraïsme (en turc : Tengri, Tanrı, Gök Tanrı, en ancien turc : 𐱅𐰭𐰼𐰃, en mongol : Тэнгэр шүтлэг, Tenger shütleg, culte (ou religion) du ciel) était la croyance majeure des Xiongnu, puis des Xianbei qui comptaient des populations turques et mongoles durant l'Antiquité tardive (IIIe et VIe siècles) et le haut Moyen Âge (VIe et XIIIe siècles). C'était, entre autres, la croyance des élites dirigeantes des populations d'Asie centrale, des Huns, des Proto-Bulgares et des premiers Magyars. Elle se concentre autour de la divinité du ciel éternel, Tengri (également transcrit en Tangri, Tanrı, Tangra, etc.), et intègre des éléments du chamanisme, de l'animisme, du totémisme et du culte des ancêtres,,,.

## Étymologie

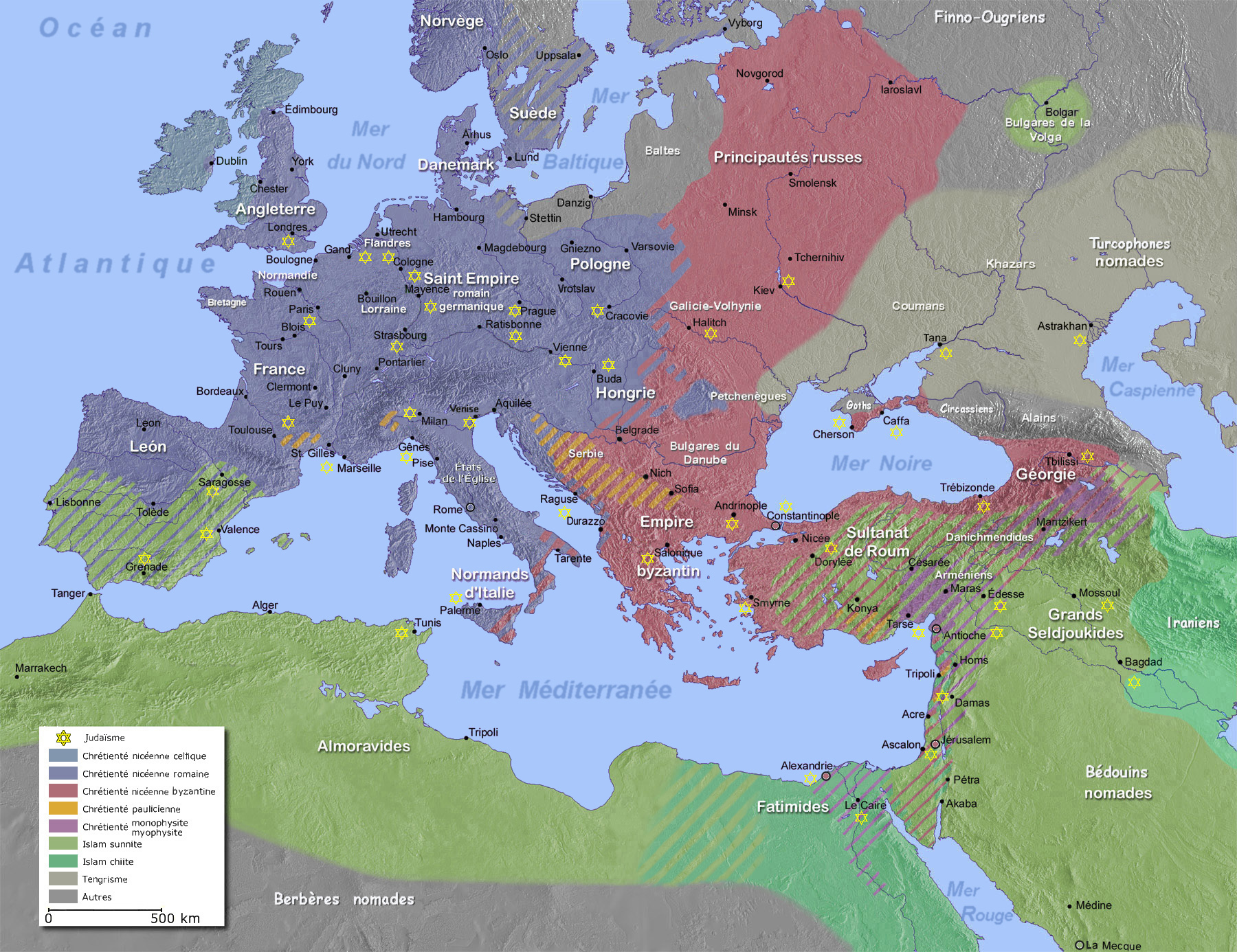
Le tengrisme en Europe orientale au XIe siècle

« Khökh » ou « Gök » et « Tengri » signifient littéralement « bleu » et « ciel » en langues turque et mongole. Certains Turcs et Mongols prient encore le « Bengü Gök Tengri » (turc :  « Éternel ciel bleu/dieu »), « Mönkh Khökh Tenger » (mongol : хөх Мөнх Тэнгэр, « Éternel ciel bleu »). Par conséquent, la Mongolie est appelée les « terres du Dieu céleste » (mongol : Мөнх Хөх Тэнгэрийн Орон « Mönkh Khökh Tengriin Oron »). Aujourd'hui, le tengrisme est parfois appelé Gök Tanrı en Turquie. En turc, « Gök » et « Tanrı » ont respectivement la même signification que les mots mongols « Khökh » et « Tenger ». Aujourd'hui, il existe encore un grand nombre de personnes croyant au tengrisme, notamment en Asie, comme les Khakasses et les Touvains. En Mongolie, le tengrisme a absorbé des pratiques religieuses bouddhistes par syncrétisme dans ce que l'on appelle le chamanisme jaune.

## Principes

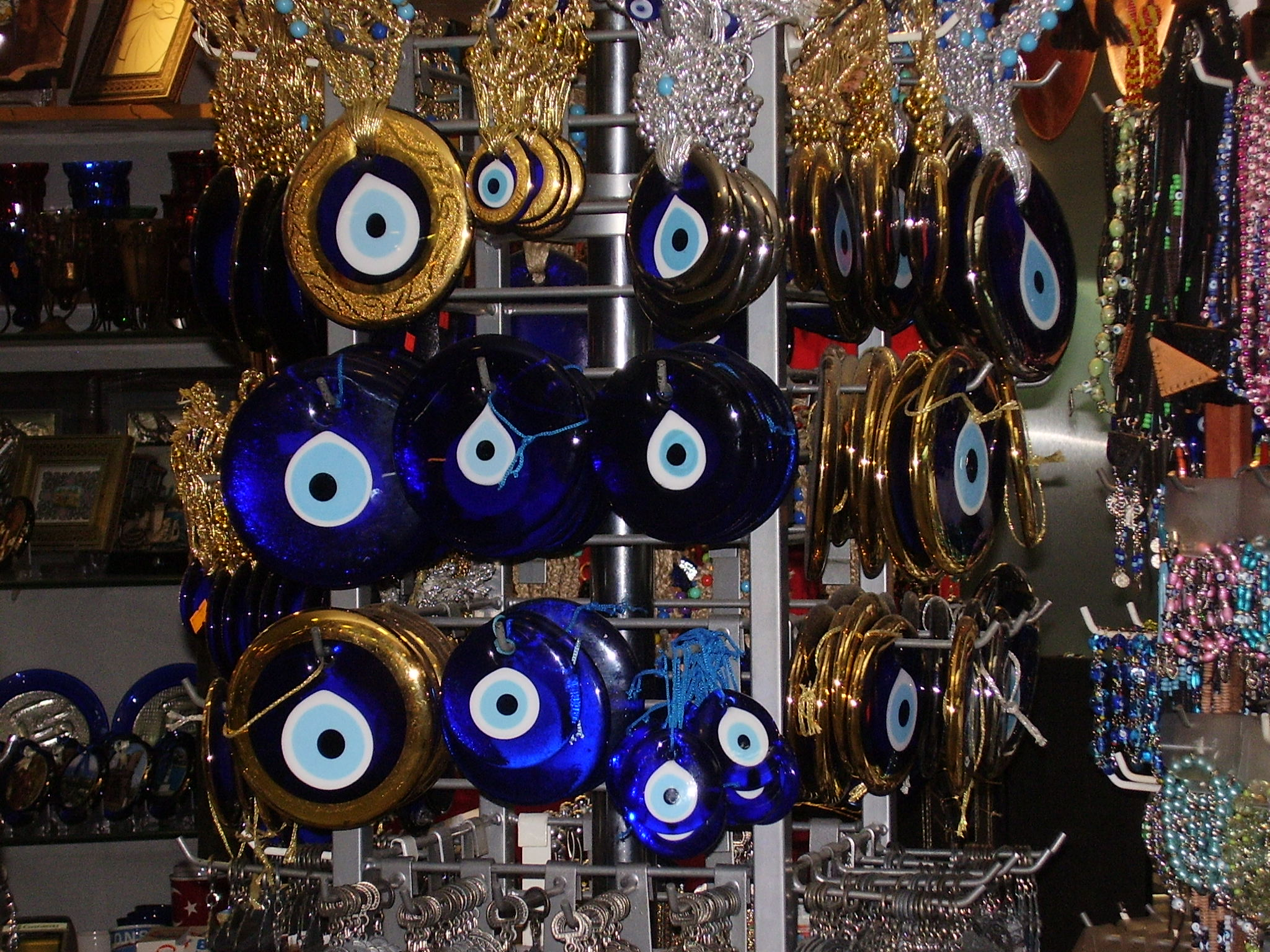
Nazar boncuğu, amulette du tengrisme (Turquie).

Dans le tengrisme, le sens de la vie dépend des actions de chaque humain ou groupe humain face au monde environnant : ciel, terre, eau, feu, êtres vivants. Chaque humain et chaque groupe a une « âme », mais l'âme supérieure du « Tengri » (ciel, univers, père) est le « Gök » (bleu, élévation, éternité) où résident les âmes sacrées des ancêtres qui veillent sur l'« ötüken » ou « ételköz » (terres sacrées, abondance, mère).

## Pratique
La pratique du tengrisme a reculé au fil des siècles au profit de plusieurs religions différentes, en fonction de l'histoire de la région telle que le bouddhisme, le christianisme et l’islam .
Chez les Mongols (Bouriates, Kalmouks, Mongols orientaux, à partir du XIIIe siècle, depuis l'invasion du Tibet sous le règne du khagan Möngke de Kubilai Khan), le bouddhisme tibétain a été adopté par les empereurs, favorisant leur adoption par les populations. Au XXe siècle, l'athéisme a pris le devant du fait de la domination de régimes communistes qui, au gré des révolutions et des coups d'État, ont remplacé les anciennes monarchies et leur notion de droit divin. Il y a un retour moins important du bouddhisme, à partir des années 1990, après la chute de l'URSS. Cette dernière pratique touche environ la moitié de la population dans les années 2010. La vénération de Gengis Khan, figure majeure du tengrisme sous son règne, est restée une pratique majeure sur l'ensemble des populations mongoles, ainsi que les Kazakhs orientaux.
Chez les Proto-Bulgares, le christianisme orthodoxe est devenu la religion dominante, tandis que chez les Magyars (en Hongrie et dans le bassin des Carpates) et les autres populations de langue finno-ougrienne, ce sont le catholicisme et différentes formes de protestantisme qui se sont imposés. Parmi une grande partie des peuples turcs dont les Bachkirs et les Tatars c'est l'islam qui s’impose comme la religion dominante.
Bien que grandement minoritaire aujourd’hui, le tengrisme est toujours activement pratiqué dans la République de Sakha, en Bouriatie, dans la république de Touva, en Mongolie, parallèlement au bouddhisme tibétain, au bourkhanisme et au chamanisme jaune (syncrétisme chamaniste-bouddhiste), avec des foyers plus importants de chamanismes dans certains aïmags. Enfin, chez les minorités turques de l'ouest de la Mongolie, de Sibérie, au Kirghizistan, et à l'est du Kazakhstan, le tengrisme est resté très présent.